# Толкамер
Толкамер (нід. Tolkamer) — село в нідерландській провінції Гелдерланд. Входить до муніципалітету Зевенар. Перша згадка про населений пункт датується 1773-им роком.

## Галерея

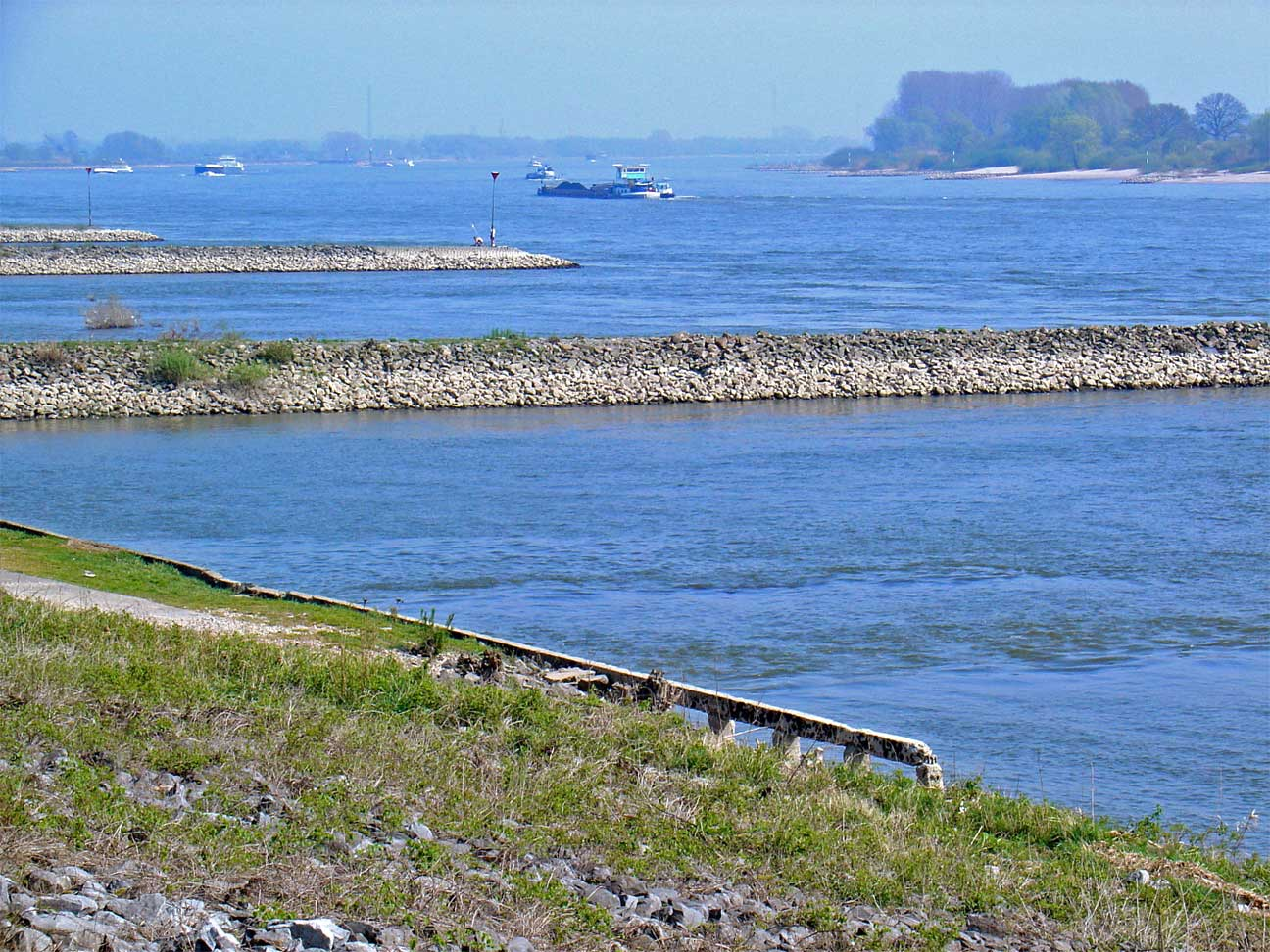
Течія Рейна поблизу села
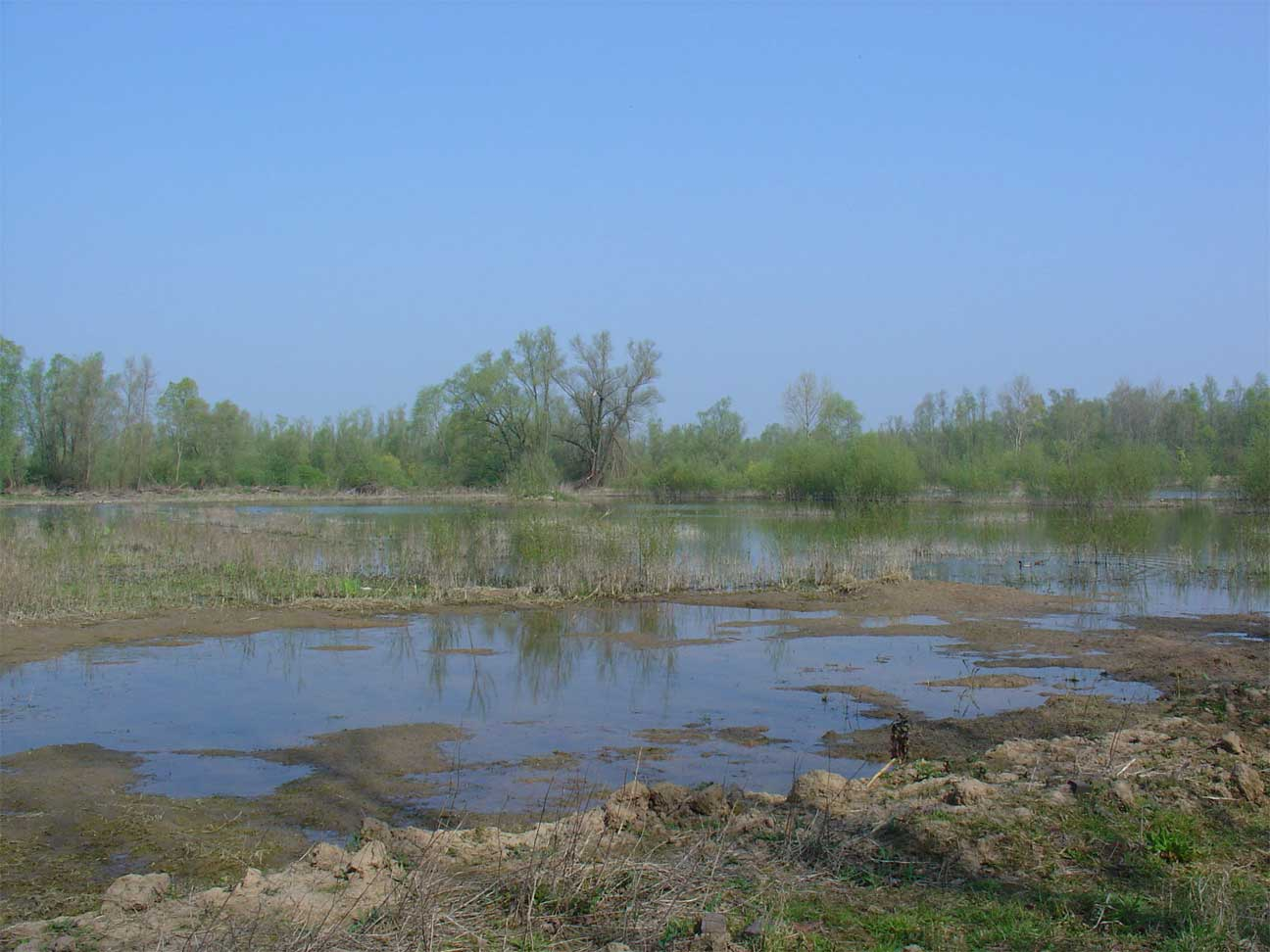
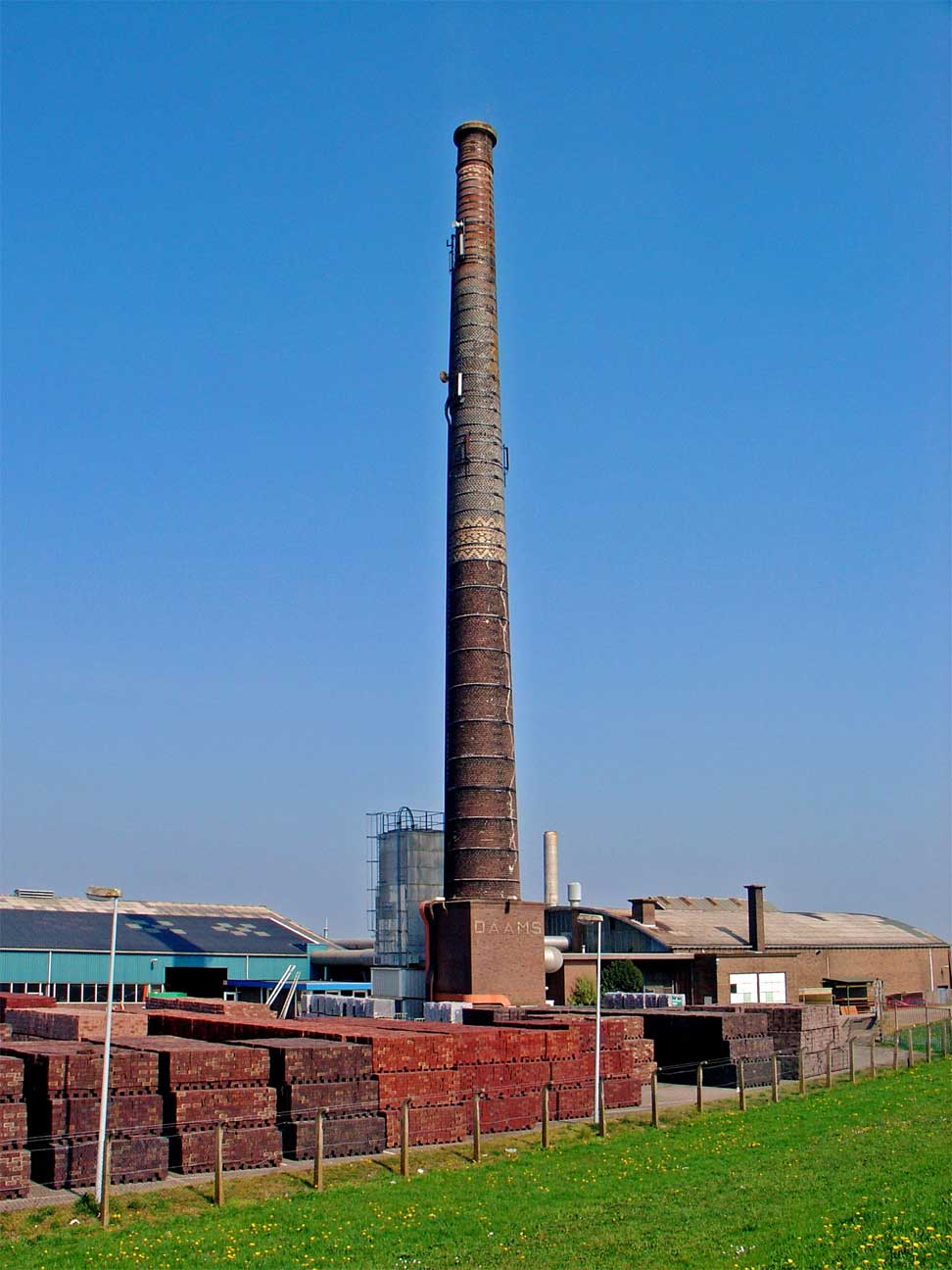
Фабрика
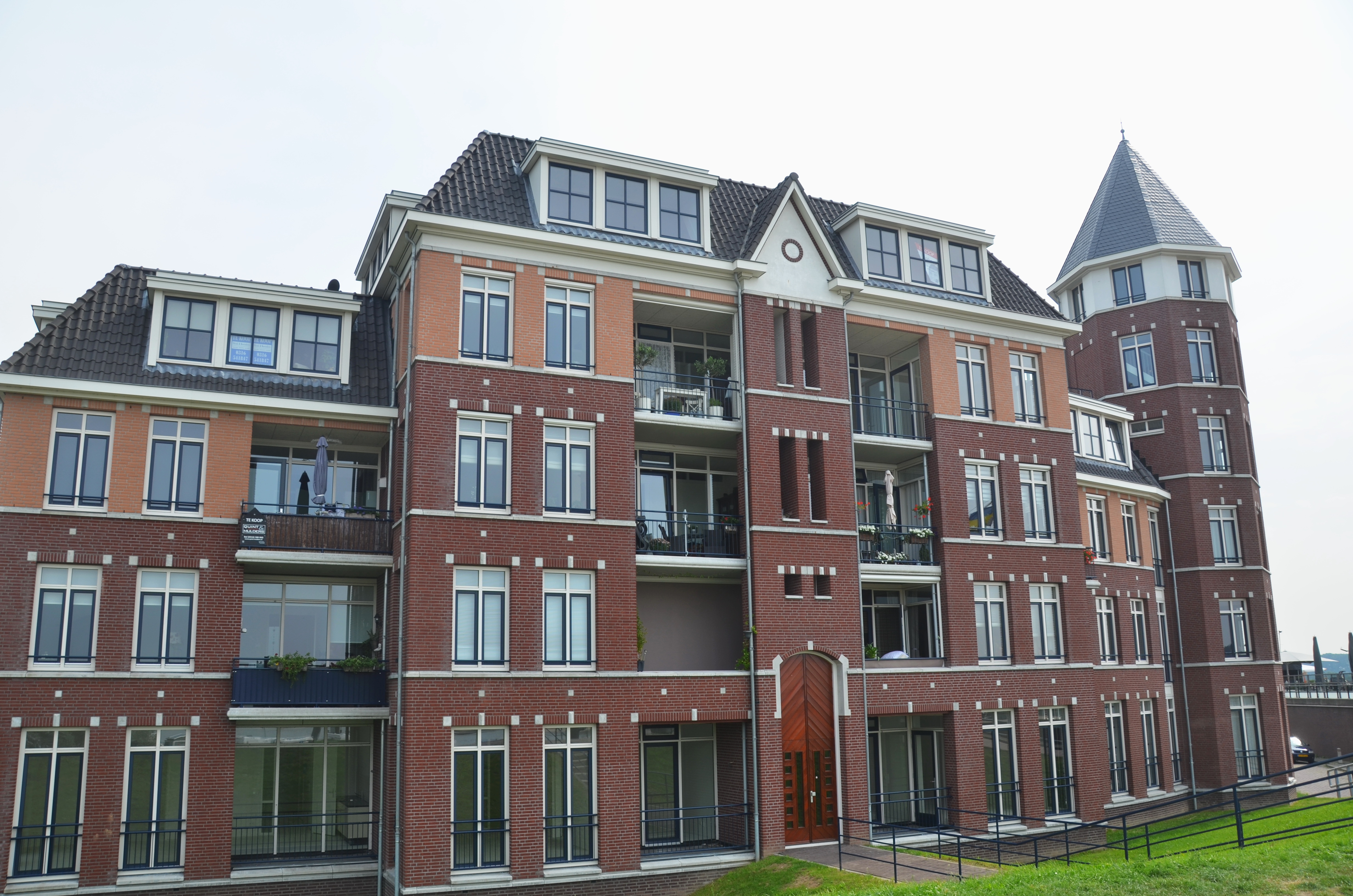
Багатоквартирний будинок на березі Рейна